# Rue du Général-Roques
La rue du Général-Roques est une voie du 16e arrondissement de Paris, en France.

## Situation et accès

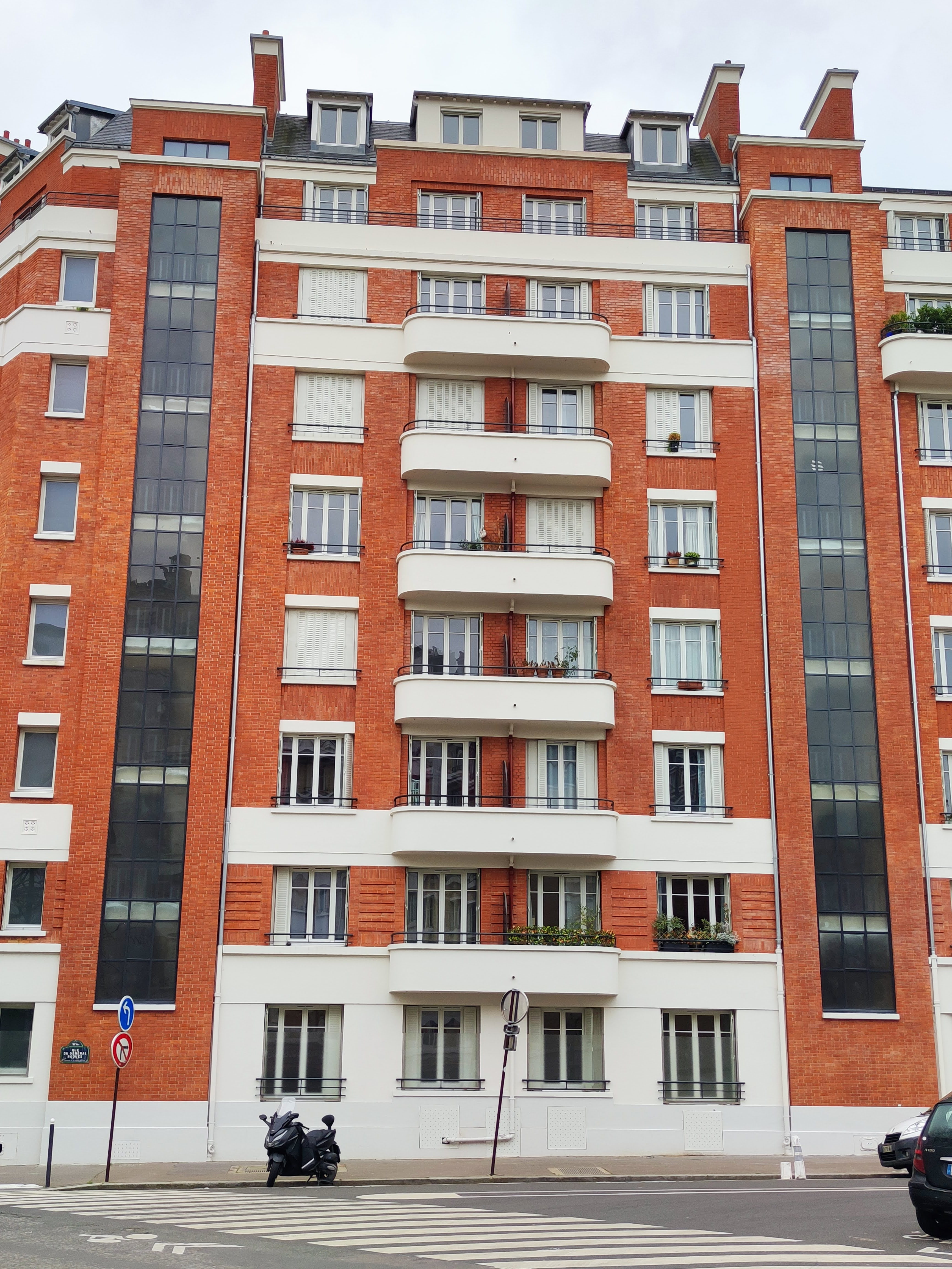
Immeuble de la rue.

Longue de 75 mètres, elle commence 5, place du Général-Stefanik et rue du Sergent-Maginot et finit avenue du Parc-des-Princes.
Le quartier est desservi par la ligne 9 à la station Porte de Saint-Cloud.

## Origine du nom

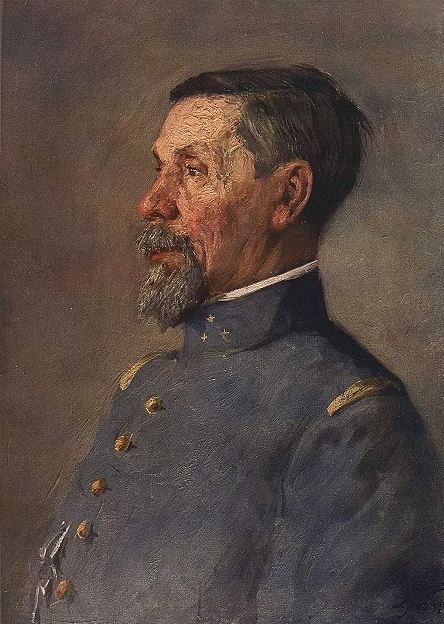
Pierre Auguste Roques.

Elle porte le nom du général Pierre Auguste Roques (1856-1920), ministre de la Guerre en 1916.

## Historique
Cette voie est ouverte en 1932 sur l’emplacement du bastion no 65 de l’enceinte de Thiers et prend sa dénomination actuelle par un arrêté municipal du 5 avril 1933.